# Alise-Sainte-Reine
Alise-Sainte-Reine is een gemeente in het Franse departement Côte-d'Or (regio Bourgogne-Franche-Comté) en telt 611 inwoners (2011). De plaats maakt deel uit van het arrondissement Montbard.
Alise-Sainte-Reine is waarschijnlijk het antieke Alesia, de plaats waar Julius Caesar de Galliërs definitief versloeg (de veldslag wordt herdacht in het MuséoParc Alésia). Sainte Reine verwijst naar de heilige Regina die er later vereerd werd.

## Geografie
De oppervlakte van Alise-Sainte-Reine bedraagt 3,8 km², de bevolkingsdichtheid is 160 inwoners per km².
De onderstaande kaart toont de ligging van Alise-Sainte-Reine met de belangrijkste infrastructuur en aangrenzende gemeenten.

## Demografie
Onderstaande figuur toont het verloop van het inwonertal (bron: INSEE-tellingen).

## Geboren in Alise-Sainte-Reine
- Félix Kir (1876-1968), priester, politicus en verzetsstrijder